# Messiah (rapero)
Benito Emmanuel García, (Santiago de los Caballeros, República Dominicana, 8 de junio de 1990) conocido musicalmente como Messiah, es un rapero, Cantante y Compositor dominicano criado en Harlem, Nueva York. Es conocido por ser un artista bilingüe, cantando tanto en español como en inglés. Se le describe como uno de los pioneros del movimiento del trap latino.

## Origen
Messiah nació en Santiago de los Caballeros, República Dominicana y la edad de dos años, se mudó a la sección de Hamilton Heights, Manhattan, de Harlem en la ciudad de Nueva York. Es descendiente del prócer dominicano Fernando Valerio. Escribió su primera canción a la edad de 11 años, pero no tuvo fama hasta que formó el dúo con su compañero rapero Tali Goya llamado Tali & Messiah. En 2010, se separó del dúo en solitario. El material en solitario de Messiah llamó la atención de Internet por primera vez cuando hizo remixes en español de Drake y Future, así como con la canción "Tu Protagonista", al cual posteriormente le haría una remezcla junto a Nicky Jam, J Balvin y Zion & Lennox.
En 2018, colaboró en la remezcla del tema ""You Can't Stop Me" de Andy Mineo.